# Celastrina argiolus
Il licenide del rovo (Celastrina argiolus  (Linnaeus, 1758)) è un lepidottero diurno appartenente alla famiglia Lycaenidae, diffuso nel Paleartico.
È una specie dalle ali blu-argento chiaro macchiate di punti avorio chiaro. Il maschio è di colore blu violetto brillante, con solo la porzione apicale del margine costale minutamente bordata di bianco. La femmina ha entrambe le ali ampiamente bordate di scuro, con il margine dell'ala posteriore che reca vestigia di ocelli. Parte inferiore bianco-argento, nel disco una fila di punti neri, alcuni dei quali allungati, e prima del margine punti nerastri ombrosi. Uovo molto piatto, biancastro. Larva verde o marrone, marcata di bianco giallastro, con strisce catenulate sul dorso, sul segmento 7 una ghiandola per attirare le formiche. La pupa è per lo più attaccata alla pagina inferiore di una foglia, di colore ocra con macchie e segni marroni. Le farfalle in primavera e di nuovo in luglio, occasionalmente una terza volta alla fine di agosto e in settembre, ovunque comuni, in particolare presso i fiori di edera e rovi. In Europa, la prima generazione si nutre principalmente della specie di agrifoglio Ilex aquifolium, ma la seconda generazione utilizza una serie di piante alimentari.
È la farfalla nazionale della Finlandia.